# Tijd en Taak
Tijd en Taak was een Nederlands religieus-socialistisch tijdschrift dat is verschenen in de jaren 1932-1996. Het werd uitgegeven door de Arbeidersgemeenschap der Woodbrookers, een met de Nederlands Hervormde kerk, de Partij van de Arbeid en de (Doorbraak) verwante groepering. Sinds 1999 verschijnt het blad opnieuw, onder een miniem gewijzigde titel.

## Geschiedenis

### Oorspronkelijke versie (1932-1996)
Het eerste nummer verscheen op 8 oktober 1932. De ondertitel was "religieus-socialistisch weekblad". Het blad bewoog zich op het raakvlak van het Nederlandse protestantse christendom en sociaaldemocratie. Hoofdredacteur was van 1932 tot 1951 ds. Willem Banning, een vooraanstaand figuur in de vernieuwing van de Nederlands Hervormde kerk. Hij was ook actief in de SDAP en de PvdA. Het blad verscheen aanvankelijk vijftigmaal per jaar; vanaf 13 januari 1968, met de opname van In de tussentijd, tweewekelijks. Ter gelegenheid van het 75-jarig bestaan verscheen op 22 oktober 1977 een speciaal nummer. Vanaf december 1991 werd het blad Wending (ISSN 0043-2695) opgenomen als speciaal katern. Tijd en Taak werd in de jaren negentig uitgegeven door de Vereniging De Rode Hoed, van het gelijknamige debatcentrum in Amsterdam. Het laatste nummer verscheen op 6 september 1996. Tijd en Taak is, samen met andere bladen, voortgezet als Roodkoper, eveneens uitgegeven door De Rode Hoed.

### Doorstart (1999-heden)
Tijd en Taak maakte in 1999 een doorstart als Tijd&Taak. Het blad werd toen uitgegeven door de Vereniging AG Trefpunt voor Zingeving en Democratie, die in 2014 doorging als de Banningvereniging, een trefpunt voor levensbeschouwing en politiek binnen de Partij van de Arbeid. Het verschijnt tweemaal per jaar.

### Archief
Het bibliografisch nummer (ISSN) van Tijd en Taak is 0927-6084. Het archief van Tijd en Taak is te raadplegen bij het IISG.

## Bekende redacteuren
Enkele bekende redacteuren waren:
- Willem Banning
- Jan Buskes
- Hans van den Doel
- Dick Houwaart
- Coos Huijsen
- Erik Jurgens
- Bart Ruitenberg
- Ernst Stern
- Kees Waagmeester